# Цахенберг
Цахенберг (њем. Zachenberg) општина је у њемачкој савезној држави Баварска. Једно је од 24 општинска средишта округа Реген. Према процјени из 2010. у општини је живјело 2.153 становника. Посједује регионалну шифру (AGS) 9276146.

## Географски и демографски подаци
Цахенберг се налази у савезној држави Баварска у округу Реген. Општина се налази на надморској висини од 602 метра. Површина општине износи 27,3 km². У самом мјесту је, према процјени из 2010. године, живјело 2.153 становника. Просјечна густина становништва износи 79 становника/km².